# ソーラーヌス
ソーラーヌス (Soranus) は、もともとエトルーリア人、ファリスキー人、カペーナ人、サビーニー人が崇拝していた神で、後に古代ローマの宗教に取り入れられた。この神は、ラツィオ州のソーラクテ山で崇拝されていた。その一帯はディース・パテルなどの冥界の神々の聖地であった。
ソーラーヌス信仰がアポローへの信仰に統合された後のアポロー・ソーラーヌスの崇拝者たちは、「ヒルピー・ソーラーニー(Hirpi Sorani)」すなわり「ソーラーヌスの狼たち」（サビーニー人にとって hirpus は「狼」を意味した）と称された。彼らは、儀式において生贄の内臓を持って、火渡りを行っていた。
ソーラーヌスは、ローマ神話における土壌、大地、冥界の神であるディース・パテルと同一視されることもあれば、先述の通りギリシア神話からローマ人たちに受け入れられたアポローと同一視されることもあり、そのパートナーの女神フェーローニアの聖域は、ソーラーヌスの聖域の隣に設けられていた。